# Stadio della neve
Koordinaten: 46° 31′ 14,2″ N, 12° 7′ 57″ O
Das Stadio della neve (deutsch Schnee-Stadion) war ein temporäres Skilanglaufstadion in Cortina d’Ampezzo.

## Geschichte
Das Stadio della neve wurde anlässlich der Olympischen Winterspiele 1956 erbaut und befand sich zwei Kilometer südlich vom Zentrum von Cortina d’Ampezzo, in Campo di Sotto. Während der Spiele war es Wettkampfstätte der Skilanglaufwettbewerbe sowie des Skilanglaufs in der Nordischen Kombination. Das Stadion war 250 Meter lang und 44 Meter breit. Die Strecke verlief von Osten nach Westen, wodurch die Tribüne in Richtung Süden ausgerichtet war, damit die Kameras entgegen der Sonne die Abfahrt in das Stadion sowie den Zieleinlauf besser filmen konnten. An beiden Längsseiten wurden Stahlrohrtribünen für 6000 Zuschauer errichtet. Insgesamt gab es vier Eingänge an der Westseite des Stadions. Zudem gab es eine Anzeigetafel, die über die Zeiten der Athleten informierte. Die Fläche im Inneren des Stadions war circa 15.000 Quadratmeter groß und wurde der Länge nach in drei Spuren, mit einer Breite von 14 Metern unterteilt. Die Ziellinie befand sich 35 Meter vom östlichen Ende des Stadions entfernt und wurde durch eine rote Schnur markiert.
Nach den Spielen wurden die Tribünen von der Wiese wieder entfernt.